# Cerapachys lividus
Cerapachys lividus är en myrart som beskrevs av Brown 1975. Cerapachys lividus ingår i släktet Cerapachys och familjen myror. Inga underarter finns listade i Catalogue of Life.

## Bildgalleri

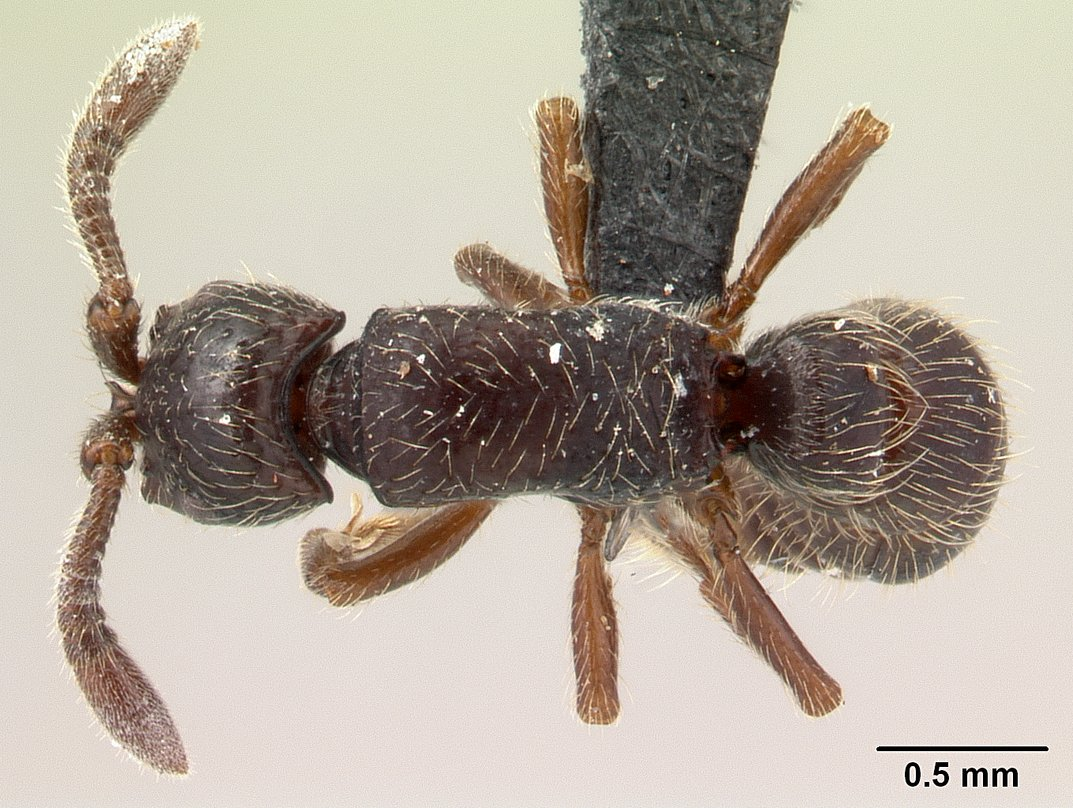
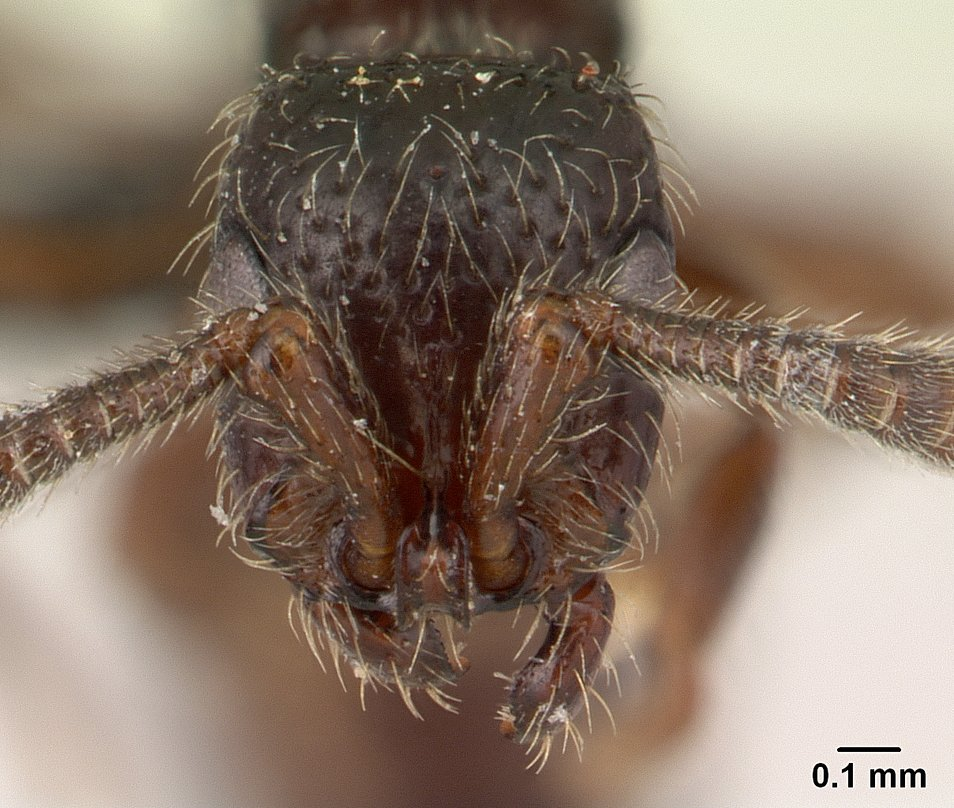
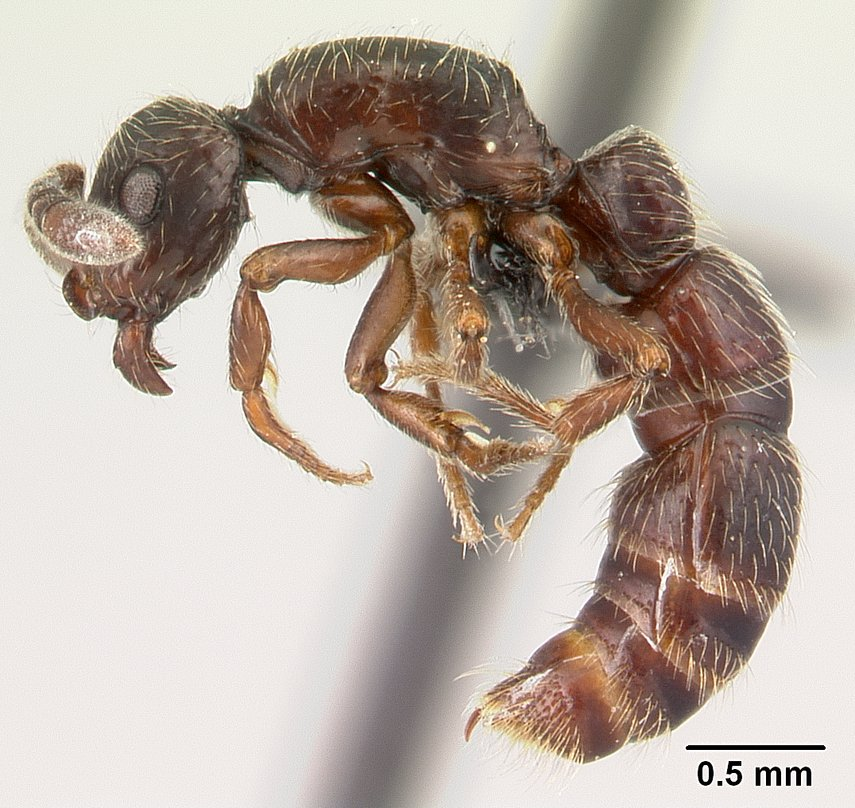
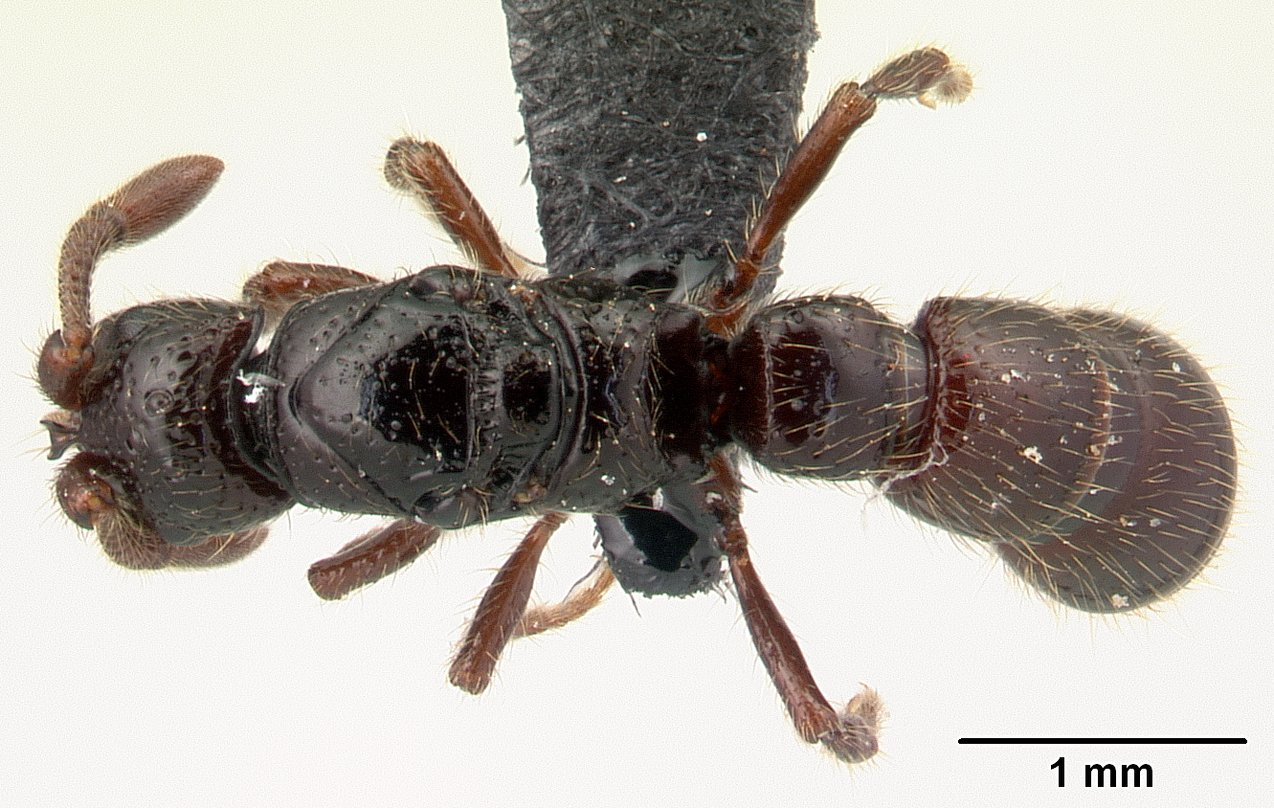
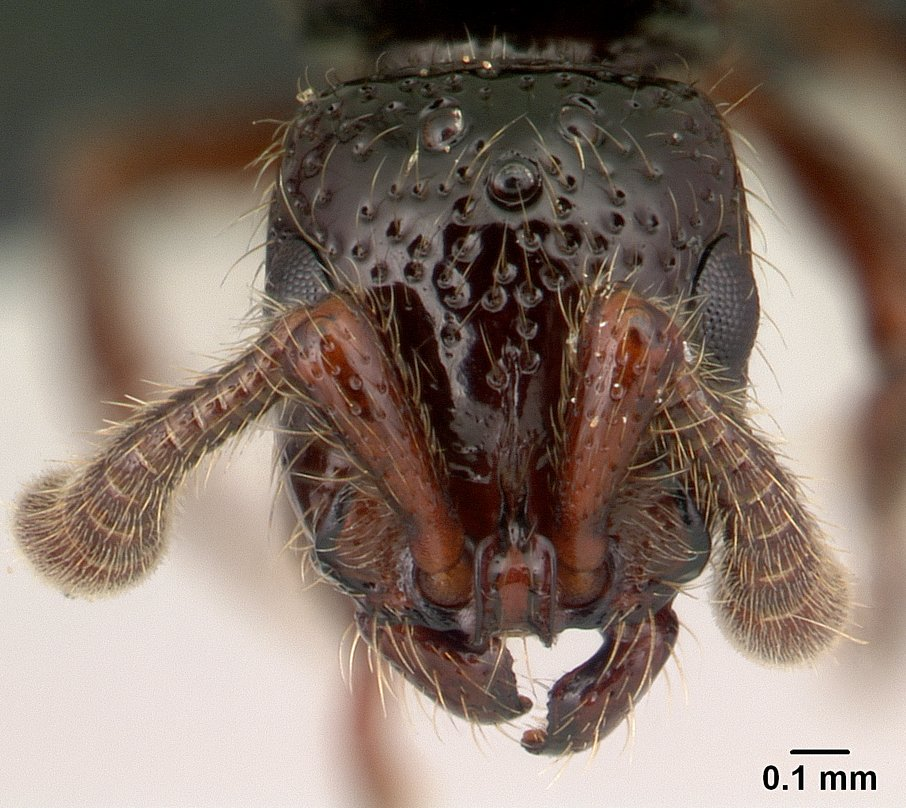
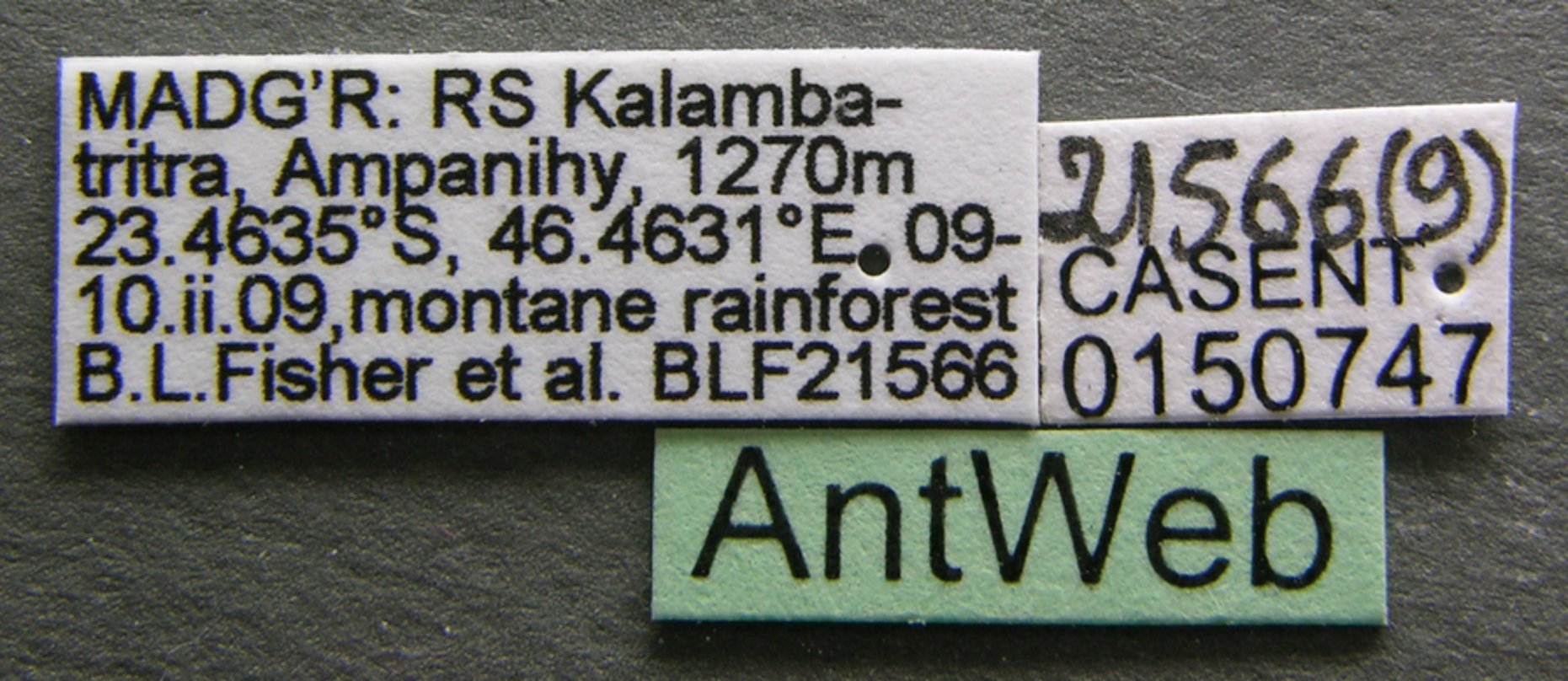